# Барон Коньерс

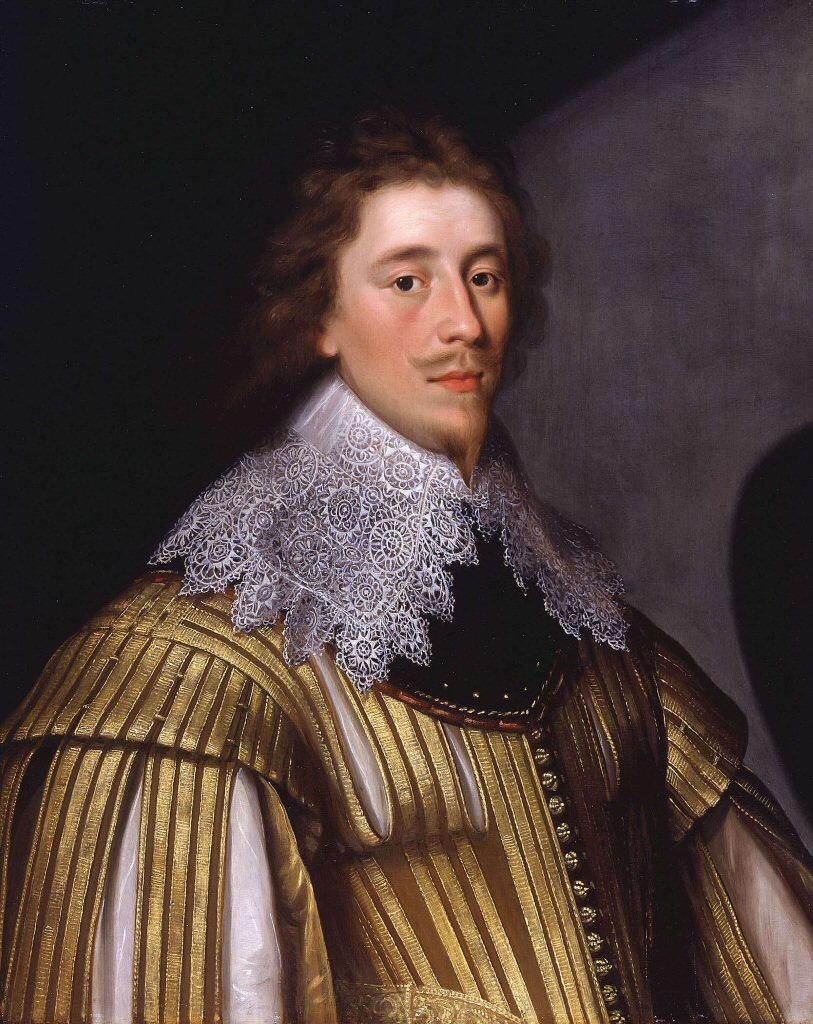
Коньерс Дарси, 1-й граф Холдернесс, 4-й барон Коньерс, 8-й барон Дарси из Кнайта (1598—1689)

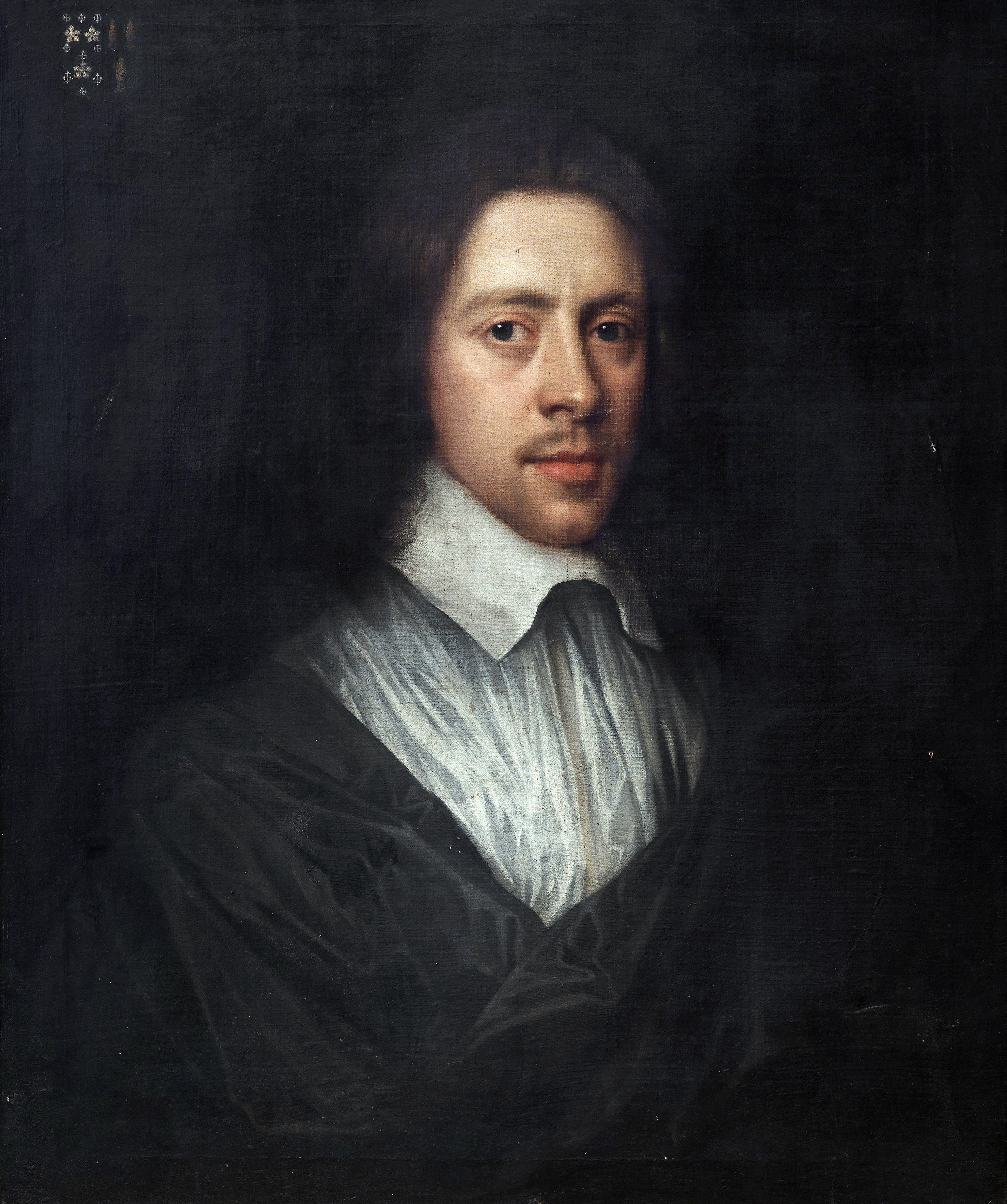
Коньерс Дарси, 2-й граф Холдернесс, 5-й барон Коньерс, 9-й барон Дарси из Кнайта (1681—1722)

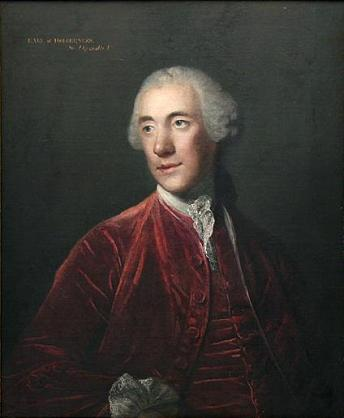
Роберт Дарси, 4-й граф Холдернесс, 8-й барон Коньерс, 11-й барон Дарси из Кнайта (1718—1778)

Барон Коньерс — аристократический титул в системе Пэрства Англии. Он был создан 17 октября 1509 года для Уильяма Коньерса (1468—1524), сына сэра Джона Коньерса (умер в 1469) и леди Элис Невилл, дочери Уильяма Невилла, 1-го графа Кента. В 1557 году, после смерти Джона Коньерса, 3-го барона Коньерса, баронский титул оказался в неопределенном состоянии.
В 1641 году титулы 3-го барона Коньерса и 7-го барона Дарси из Кнайта получил Коньерс Дарси (1570—1654), сын Томаса Дарси и Элизабет Коньерс, дочери Джона Коньерса, 3-го барона Коньерса. Еще с 1509 года бароны Коньерс претендовали на баронство Фоконберг. Мужские потомки Коньерса Дарси носили титулы барона Коньерса и барона Дарси из Кнайта до 1778 года, когда скончался Роберт Дарси, 4-й граф Холдернесс, 11-й барон Дарси де Кнайт и 8-й барон Коньерс (1718—1778).
В 1888 году после смерти Саквилла Джорджа Лейна-Фокса, 15-го барона Дарси из Кнайта и 12-го барона Коньерса (1827—1888) оба баронских титула попали в неопределенное состояние. В 1892 году 7-й баронессой Фоконберг и 13-й баронессой Коньерс стала Марсия Амелия Мэри Пелхэм (1863—1926), старшая дочь 12-го барона Коньерса. В 1926 году баронские титулы унаследовал её второй сын, Саквилл Джордж Пелхэм, 8-й барон Фоконберг, 14-й барон Коньерс (1888—1948), который в 1936 году также унаследовал титул 5-го барона Ярборо. После его смерти в 1948 году титулы барона Коньерса и барона Фоконберга попали в неопределенное состояние.
В 2012 году баронские титулы получила его старшая дочь, Диана Миллер, 11-й графиня Мертола, 9-я баронесса Фоконберг и 15-я баронесса Коньерс (1920—2013). После её смерти Дианы Милле титулы барона Коньерса и барона Фоконберга вновь оказались в неопределенном состоянии.
Титул учтивости старшего сына графа Холдернесса — «Лорд Дарси и Коньерс».

## Бароны Коньерс (1509)
- 1509—1524: Уильям Коньерс, 1-й барон Коньерс (21 декабря 1468 — 14 апреля 1524), сын сэра Джона Коньерса (умер в 1469) и леди Элис Невилл, дочери Уильяма Невилла, 1-го графа Кента
- 1524—1538: Кристофер Коньерс, 2-й барон Коньерс (около 1491 — 14 июня 1538), сын предыдущего
- 1538—1557: Джон Коньерс, 3-й барон Коньерс (умер 13 июня 1557 год), сын предыдущего
- 1641—1654: Коньерс Дарси, 7-й барон Дарси де Кнайт и 4-й барон Коньерс (август 1570 — 3 марта 1654), сын Томаса Дарси и Элизабет Коньерс, дочери Джона Коньерса, 3-го барона Коньерса
- 1654—1689: Коньерс Дарси, 1-й граф Холдернесс, 8-й барон Дарси из Кнайта и 5-й барон Коньерс (24 января 1598/1599 — 14 июня 1689), сын предыдущего
- 1689—1692: Коньерс Дарси, 2-й граф Холдернесс 9-й барон Дарси из Кнайта и 6-й барон Коньерс (около 1620 — 13 декабря 1692), сын предыдущего
- 1692—1722: Роберт Дарси, 3-й граф Холдернесс, 10-й барон Дарси из Кнайта и 7-й барон Коньерс (24 ноября 1681 — 20 января 1722), сын достопочтенного Джона Дарси (1659—1688), единственного сына 2-го графа Холдернесса
- 1722—1778: Роберт Дарси, 4-й граф Холдернесс, 11-й барон Дарси из Кнайта и 8-й барон Коньерс (17 мая 1718 — 16 мая 1778), единственный сын предыдущего
- 1778—1784: Амелия Осборн, 12-я баронесса Дарси из Кнайта и 9-я баронесса Коньерс (12 октября 1754 — 27 января 1784), единственная дочь предыдущего
- 1784—1838: Джордж Уильям Фредерик Осборн, 6-й герцог Лидс, 13-й барон Дарси из Кнайта и 10-й барон Коньерс (21 июля 1775 — 10 июля 1838), старший сын предыдущей
- 1838—1859: Фрэнсис Годольфин Дарси-Осборн, 7-й герцог Лидс, 14-й барон Дарси из Кнайта и 11-й барон Коньерс (21 мая 1798 — 4 мая 1859), единственный сын предыдущего
- 1859—1888: Саквилл Джордж Лейн-Фокс, 15-й барон Дарси де Кнайт и 12-й барон Коньерс (14 сентября 1827 — 24 августа 1888), старший сын Саквилла Уолтера Лейн-Фокса (1797—1874) и леди Шарлотты Мэри Энн Джорджианы Осборн (1801—1836), племянник предыдущего
- 1892—1926: Марсия Амелия Мэри Пелхэм, 7-я баронесса Фоконберг и 13-я баронесса Коньерс (18 октября 1863 — 17 ноября 1926), старшая дочь предыдущего
- 1926—1948: Саквилл Джордж Пелхэм, 5-й граф Ярборо, 8-й барон Фоконберг и 14-й барон Коньерс (17 декабря 1888 — 4 февраля 1948), второй сын предыдущей
- 2012—2013: Диана Миллер, 11-я графиня Мертола, 9-я баронесса Фоконберг, 15-я баронесса Коньерс (5 июля 1920 — 2 марта 2013), старшая дочь предыдущего.
  - Сонаследницы титула: достопочтенная Марсия Энн Миллер (родилась 21 июня 1954), известная как Антея Тереза Лисетт, и достопочтенная Беатрикс Диана Миллер (родилась 23 августа 1955), дочери 15-й баронессы Коньерс.